# Oroszmocsár
Oroszmocsár (ukránul: Руський Мочар) település Ukrajnában, Kárpátalján, az Ungvári járásban.

## Fekvése
Nagybereznától keletre, Felsőpásztély és Nagyberezna közt fekvő település.

## Nevének eredete
Neve a mocsár, láp, növényzettel benőtt sekély állóvíz szóból keletkezett, magyar névadással, de a szláv eredet sem zárható ki. Orosz előtagja pedig megkülönböztetésül szolgál a zemplén vármegyei Mocsár településtől, és a falu lakosainak nemzetiségére utal.

## Története
Oroszmocsár nevét 1773-ban említette először oklevél „Orosz Mocsar” formában. 1782-1784-ben „Oroszmocsár” formában találjuk.
A 18. század végén Vályi András így ír róla: „MOCSÁR. Két falu Ungvár Várm. földes Ura a’ Tudományi Kintstár, másiknak pedig a’ K. Kamara, lakosai katolikusok, és másfélék, fekszenek egy máshoz nem meszsze, földgyeik jók, vagyonnyaik külömbfélék, el adásra alkalmatos módgyok van.”
Fényes Elek 1851-ben kiadott geográfiai szótárában így ír a faluról: „Orosz-Mocsár, orosz f., Ungh vmegyében Pástél-Rostóka fiókja, 225 görög kath., 8 zsidó lak. F. u. a kamara.”
1913-ban is „Oroszmocsár” néven írták. A trianoni béke előtt Ung vármegye Nagybereznai járásához tartozott. Az első világháborút követően a mesterségesen létrehozott Csehszlovákiához csatolták, majd 1938-tól ismét Magyarországhoz tartozott 1944 őszéig, amikor a szovjet csapatok megszállták.
Ennek következtében 1945-ben az Ukrán Szovjet Szocialista Köztársaság, s ezzel együtt a Szovjetunió részévé vált. 1991 óta a független Ukrajna része.

## Népessége
1910-ben 198 lakosából 7 német, 190 ruszin volt; ebből 183 görögkatolikus, 15 izraelita volt.
| 2001 | 124 |

A népesség anyanyelv szerinti megoszlása a teljes népesség %-ában (2001)